# Saint-Amand-Montrond
Saint-Amand-Montrond je město ve Francii. Leží v regionu Centre-Val de Loire, départementu Cher. Má 11 447 obyvatel (rok 1999). Městem protéká řeka Cher.

## Historie
Na místě dnešního Saint-Amand-Montrondu bylo založeno stálé osídlení během gallo-románské epochy francouzských dějin. Městečko nabylo určitého významu díky své poloze na římské silnici Clermont-Neris-Bourges. Rozvoj místa pokračoval především ve středověku. Dnešní Saint-Amand-Montrond pak vznikl spojením tří obcí: Saint-Amand-le-Chastelu, Montrondu a Saint-Amand-sous-Montrondu. Další fáze rozvoje města přišla s ekonomickým pokrokem v 19. století, kdy byl otevřen Canal de Berry. V této době se v Saint-Amand-Montrondu vytvořila místní řemeslná specializace, která přetrvává dodnes – tiskařská a zlatnická. Kromě těchto dvou hlavních oborů zaznamenala rozvoj také další řemeslná odvětví produkující luxusní zboží – kožedělnictví a móda, lití kovů či výroba porcelánu.

## Partnerská města
- Nottuln, Německo
- Otwock, Polsko
- Riobamba, Ekvádor